# إميل إيكبلوم
إميل إيكبلوم (بالنرويجية البوكمول: Emil Ekblom)‏ هو لاعب كرة قدم نرويجي في مركز الهجوم، ولد في 29 يناير 1994 في Bekkestua ‏ في النرويج. لعب مع نادي ستابك.